# Manjača
Manjača est le nom d’une montagne située à environ 25 km au sud de la ville de Banja Luka en Bosnie-Herzégovine. La montagne fut une base militaire de l’Armée populaire yougoslave lors de la guerre de Bosnie. La montagne est tristement célèbre pour le camp de Manjača.